# Мали Алаш
Мали Алаш (на албански: Hallaq i Vogël, Халач и Вогъл, на сръбски: Мали Алаш или Mali Alaš) е село в Косово, община Липлян, Прищенски окръг. В Мали Алаш в 1961 година е роден косовският албански политик Рагип Яшари.